# Jean-Baptiste Prin
Pour les articles homonymes, voir Prin.
Jean-Baptiste Prin (né en 1669 à Londres, mort après 1742 à Strasbourg) est un compositeur, musicien et danseur français.

## Biographie
Jean-Baptiste Prin était de son temps un virtuose de la trompette marine. Il apprit cet instrument de son père et d'un professeur anglais. Son père, émigré en Angleterre, est déjà cité dans un courrier écrit à Londres et daté de 1667, comme un musicien accompli de cet instrument.
Jean-Baptiste Prin s'est marié en 1698 à Lyon et a composé de nombreuses œuvres de style assez simple. À partir de 1698, Prin a travaillé au Théâtre de la foire Saint Germain où il jouait de la trompette marine durant les spectacles. La virtuosité de Prin fut également appréciée à Versailles. En témoigne sa nomination en tant que Maître de danse et soliste de trompette marine à la cour royale de Louis XIV.
Mais en 1704, il quitte Paris pour retourner s'installer à Lyon, où il se remarie et est connu comme joueur et professeur de trompette marine. Son journal indique qu'il avait, à ce moment, commandé plus de 150 trompettes marines auprès de facteurs.
En 1737, Prin déménage à Strasbourg, alors allemande. C'est là qu'il écrit, en 1742, un traité sur la trompette marine, traitant de l'histoire, de la facture et du mode de jeu de cet instrument. Prin légua ses instruments et ses manuscrits à l'Académie des Belles Lettres et Arts de Lyon.

## Œuvres choisies
Parmi les œuvres de Prin, on trouve notamment un concerto pour trompette marine, hautbois et cordes, dont le manuscrit original est détenu à la Bibliothèque de la Ville de Lyon.